# Hordelymus europaeus
Hordelymus europaeus là một loài thực vật có hoa trong họ Hòa thảo. Loài này được (L.) Jess. ex Harz mô tả khoa học đầu tiên năm 1885.

## Hình ảnh

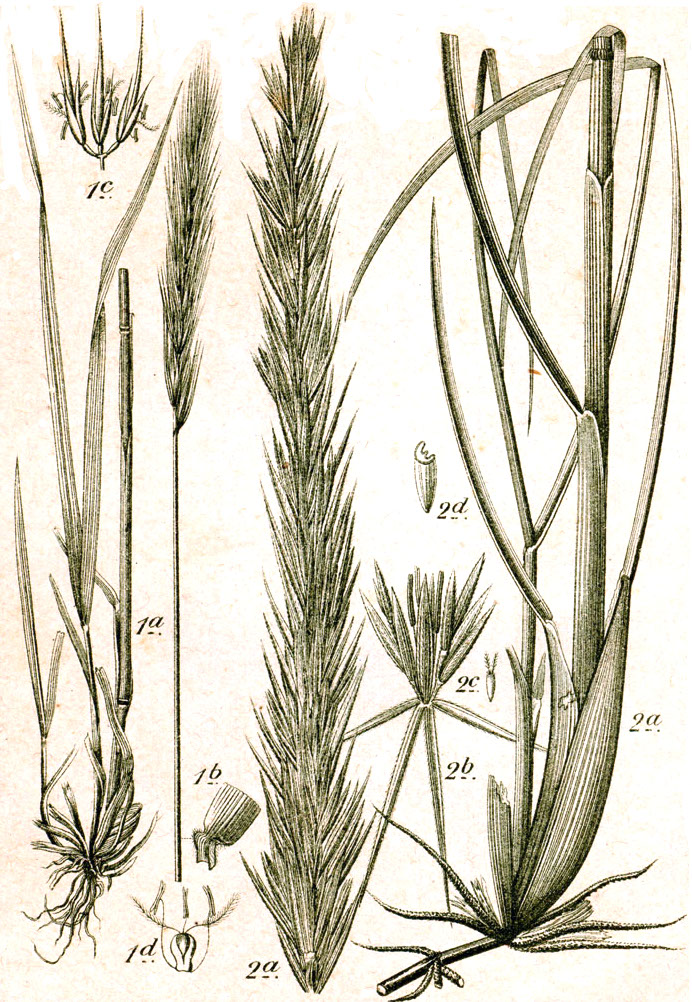
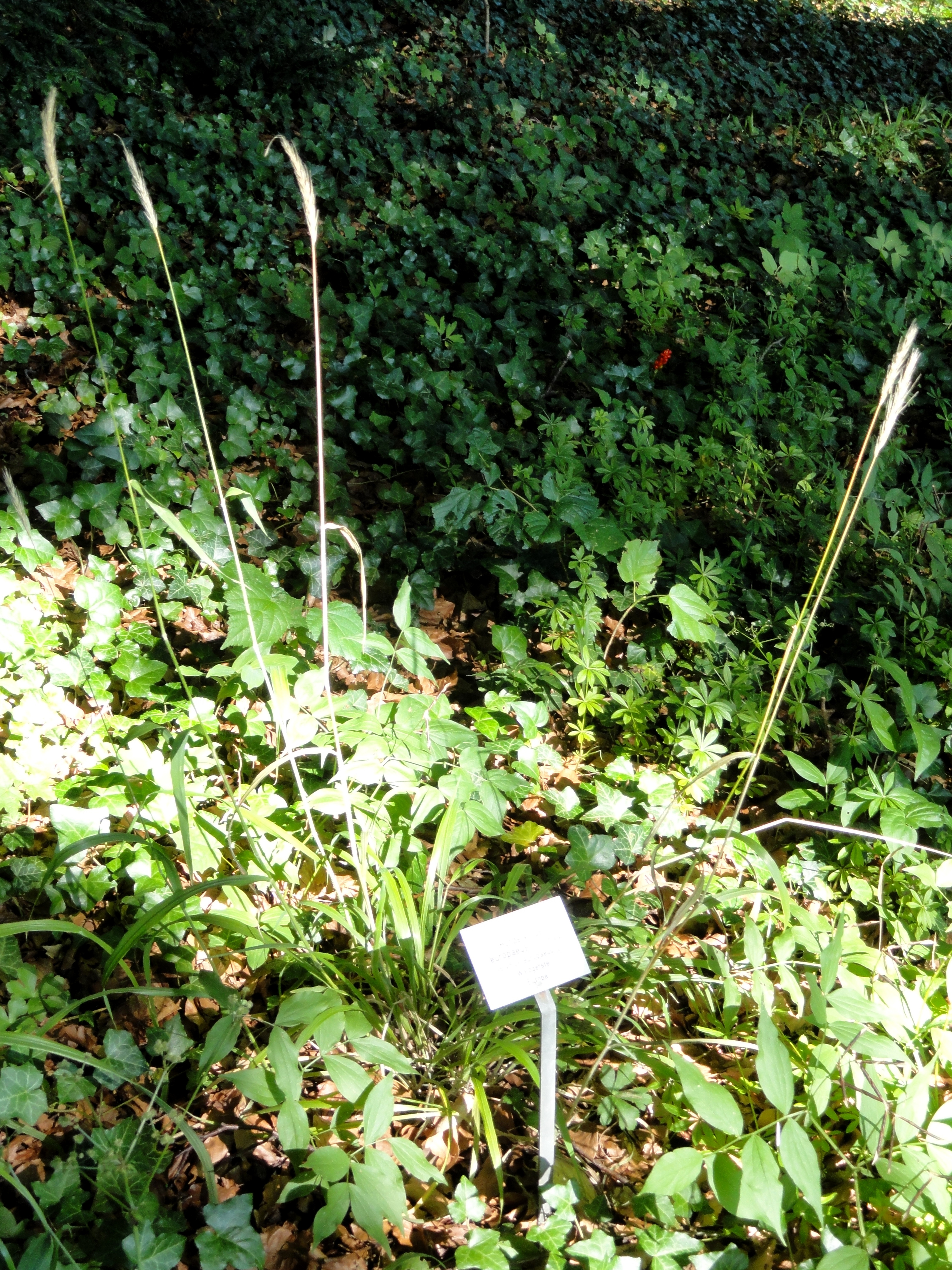
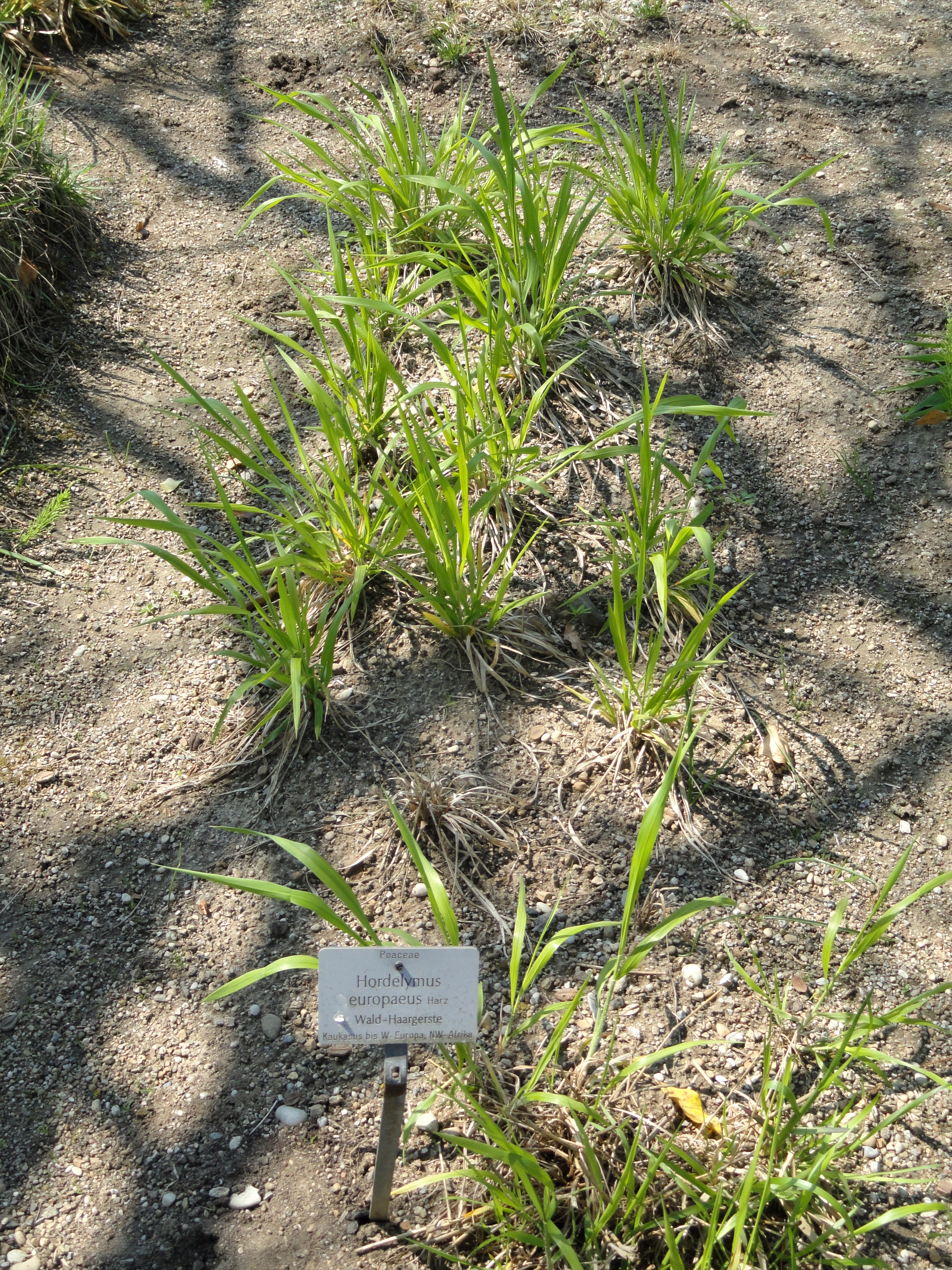